# 시카우라촌
시카우라촌(志加浦村)은 이시카와현 하쿠이군에 설치되었던 촌이다.